# Studio-Scrap
 (octobre 2012).
Si vous disposez d'ouvrages ou d'articles de référence ou si vous connaissez des sites web de qualité traitant du thème abordé ici, merci de compléter l'article en donnant les références utiles à sa vérifiabilité et en les liant à la section « Notes et références ».
Studio-Scrap est un logiciel de photomontage simple pour créer des pages d'albums de style « scrapbooking ». Le logiciel permet aussi de créer des albums photos, des cartes d'invitations, des pêle-mêles, des décorations de table, des jaquettes DVD par exemple. La première version a été créée en 2007. La version actuelle Studio-Scrap 8 date de 2018.
Logiciel pour Windows, fonctionne sous Windows 10, 8.1, 8, 7 et Vista et sur Mac avec un logiciel comme Parallels Desktop.

## Présentation
Studio-Scrap possède plus de 120 kits à télécharger ainsi que des pack et autres mini-kit. Les créateurs proposent un nouveau kit par mois.
Voici les étapes clefs pour réaliser une page de scrapbooking :
- Choisir un format : on peut partir d'une page blanche ou d'un modèle pour créer une mise en scène.

- Choisir un modèle de page parmi une bibliothèque de 400 modèles (« templates ») de pages.
- Ajouter des photos qui peuvent être retouchées grâce à un outil qui propose plusieurs possibilités.
- Ajouter des éléments pour décorer la page et mettre en valeur les photos.
- Choisir un papier de fond : une texture, un fond uni ou une de vos photos.
- Légender et titrer la photo.

Une fois la page réalisée, il est possible de la publier sur un album photo en ligne, sur une galerie ou simplement l'envoyer en pièce jointe d'un mail. Les imprimantes couleurs personnelles sont également parfaitement adaptées pour imprimer ses pages de scrap sur un papier A4 ou A3 pour obtenir un format rectangulaire ou carré en redécoupant la page en 20 x 20 ou 30 x 30 cm, le format habituel du scrapbooking.